# Liste der Biografien/Giu
Liste der Biografien |
Portal Biografien |
Personensuche
# |
A |
B |
C |
D |
E |
F |
G |
H |
I |
J |
K |
L |
M |
N |
O |
P |
Q |
R |
S |
T |
U |
V |
W |
X |
Y |
Z |
?
 
Ga |
Gb |
Gc |
Gd |
Ge |
Gf |
Gh |
Gi |
Gj |
Gk |
Gl |
Gm |
Gn |
Go |
Gp |
Gq |
Gr |
Gs |
Gu |
Gv |
Gw |
Gy |
Gz
 
Gia |
Gib |
Gic |
Gid |
Gie |
Gif |
Gig |
Gih |
Gij |
Gik |
Gil |
Gim |
Gin |
Gio |
Gip |
Gir |
Gis |
Git |
Giu |
Giv |
Giw |
Giy |
Giz
Die Liste der Biografien führt alle Personen auf, die in der deutschsprachigen Wikipedia einen Artikel haben. Dieses ist eine Teilliste mit 151 Einträgen von Personen, deren Namen mit den Buchstaben „Giu“ beginnt.

## Giu

### Giub
- Giubellini, Daniel (* 1969), Schweizer Turner
- Giubellino, Paolo (* 1960), italienischer Physiker
- Giubertoni, Mario (* 1945), italienischer Fußballspieler

### Giud
- Giuda, Bechara (* 1971), ägyptischer Ordensgeistlicher und koptisch-katholischer Bischof von Abu Qurqas
- Giudica, Antonio del (1657–1733), italienischer Adliger, Militär und Diplomat im Dienste spanischer Könige
- Giudice Caracciolo, Filippo (1785–1844), italienischer römisch-katholischer Geistlicher, Erzbischof von Neapel und Kardinal
- Giudice, Antonio del (1913–1982), italienischer Geistlicher, römisch-katholischer Erzbischof und Diplomat des Heiligen Stuhls
- Giudice, Carlos (1906–1979), chilenischer Fußballspieler
- Giudice, Emilio Del (1940–2014), italienischer theoretischer Physiker
- Giudice, Francesco (1855–1936), italienischer Mathematiker
- Giudice, Gian Francesco (* 1961), italienischer Physiker
- Giudice, Giuseppe (* 1956), italienischer Geistlicher, Bischof von Nocera Inferiore-Sarno
- Giudice, Guido del (* 1957), italienischer Schriftsteller und Philosoph
- Giudice, Luigi del, italienischer Zeichner und Maler
- Giudicelli, Christian (1942–2022), französischer Schriftsteller und Literaturkritiker
- Giudicelli, Fernando (1903–1968), brasilianischer Fußballspieler
- Giudicelli, Jean-Pierre (* 1943), französischer Pentathlet
- Giudici, Erminio (1919–2023), Schweizer Offizier, Berufsmilitär und Militärhistoriker
- Giudici, Gianluigi (1927–2012), italienischer Bildhauer
- Giudici, Gianni (* 1946), italienischer Automobilrennfahrer
- Giudici, Giovanni (1924–2011), italienischer Schriftsteller
- Giudici, Giovanni (1940–2024), italienischer Geistlicher und römisch-katholischer Bischof von Pavia
- Giudici, Paolo Emiliani (1812–1872), italienischer Literarhistoriker und Literaturwissenschaftler

### Giuf
- Giuffrè, Aldo (1924–2010), italienischer Schauspieler, Komiker und Synchronsprecher
- Giuffrè, Antonino (1933–1997), italienischer Bauingenieur
- Giuffrè, Antonio (1493–1543), Maler der Renaissance
- Giuffre, Jimmy (1921–2008), US-amerikanischer Jazzsaxophonist, -klarinettist, -komponist und -arrangeur
- Giuffre, Martin (* 1990), kanadischer Badmintonspieler
- Giuffre, Matthew (* 1982), kanadischer Squashspieler
- Giuffria, Gregg (* 1955), US-amerikanischer Keyboarder
- Giuffrida, Alfio (* 1953), italienischer Künstler
- Giuffrida, Michela (* 1964), italienische Politikerin
- Giuffrida, Odette (* 1994), italienische Judoka

### Giug
- Giuggioli, Livia (* 1969), italienische Filmproduzentin
- Giugiaro, Giorgetto (* 1938), italienischer Industriedesigner
- Giugliano, Manuela (* 1997), italienische Fußballspielerin
- Giugni, Gino (1927–2009), italienischer Politiker, Mitglied der Camera dei deputati

### Giul
- Giuli, Valentine de (* 1990), Schweizer Bogenschützin
- Giuliani, Carlo (1978–2001), italienischer Globalisierungsgegner
- Giuliani, Christopher (* 1999), österreichischer Fußballspieler
- Giuliani, Giovanni (1664–1744), italienisch-österreichischer Stuckateur und Bildhauer, Familiare des Stiftes Heiligenkreuz
- Giuliani, Giovanni Francesco, italienischer Komponist, Geiger und Orchesterleiter
- Giuliani, Giuliano (1958–1996), italienischer Fußballspieler
- Giuliani, Haidi (* 1944), italienische Politikerin
- Giuliani, Laura (* 1993), italienische FußballspielerinLaura Giuliani (* 1993)

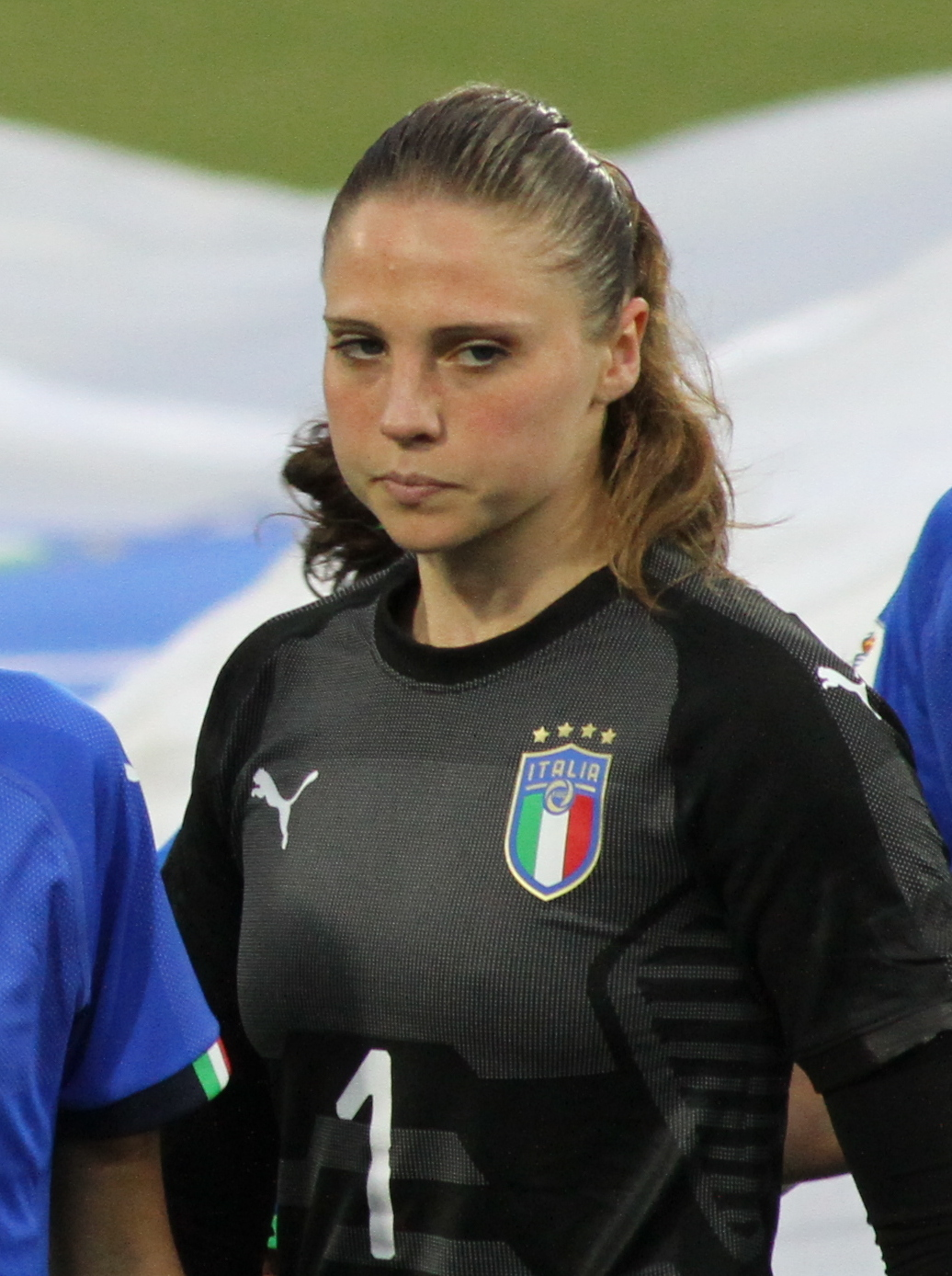
Laura Giuliani (* 1993)

- Giuliani, Luca (* 1950), deutscher klassischer Archäologe
- Giuliani, Marcello (* 1967), italienischer Fusionmusiker (Bass), Songwriter und Produzent
- Giuliani, Marie-Christine (* 1965), österreichische Politikerin (FPÖ) und Radio- und Fernsehmoderatorin
- Giuliani, Mauro (1781–1829), italienischer Gitarrist und Komponist
- Giuliani, Maximillian (* 2003), australischer Schwimmer
- Giuliani, Raffaella, italienische Christliche Archäologin
- Giuliani, Rosario (* 1967), italienischer Jazzmusiker
- Giuliani, Rudy (* 1944), US-amerikanischer Politiker, 107. Bürgermeister von New York City (1994–2001)Rudy Giuliani (* 1944)

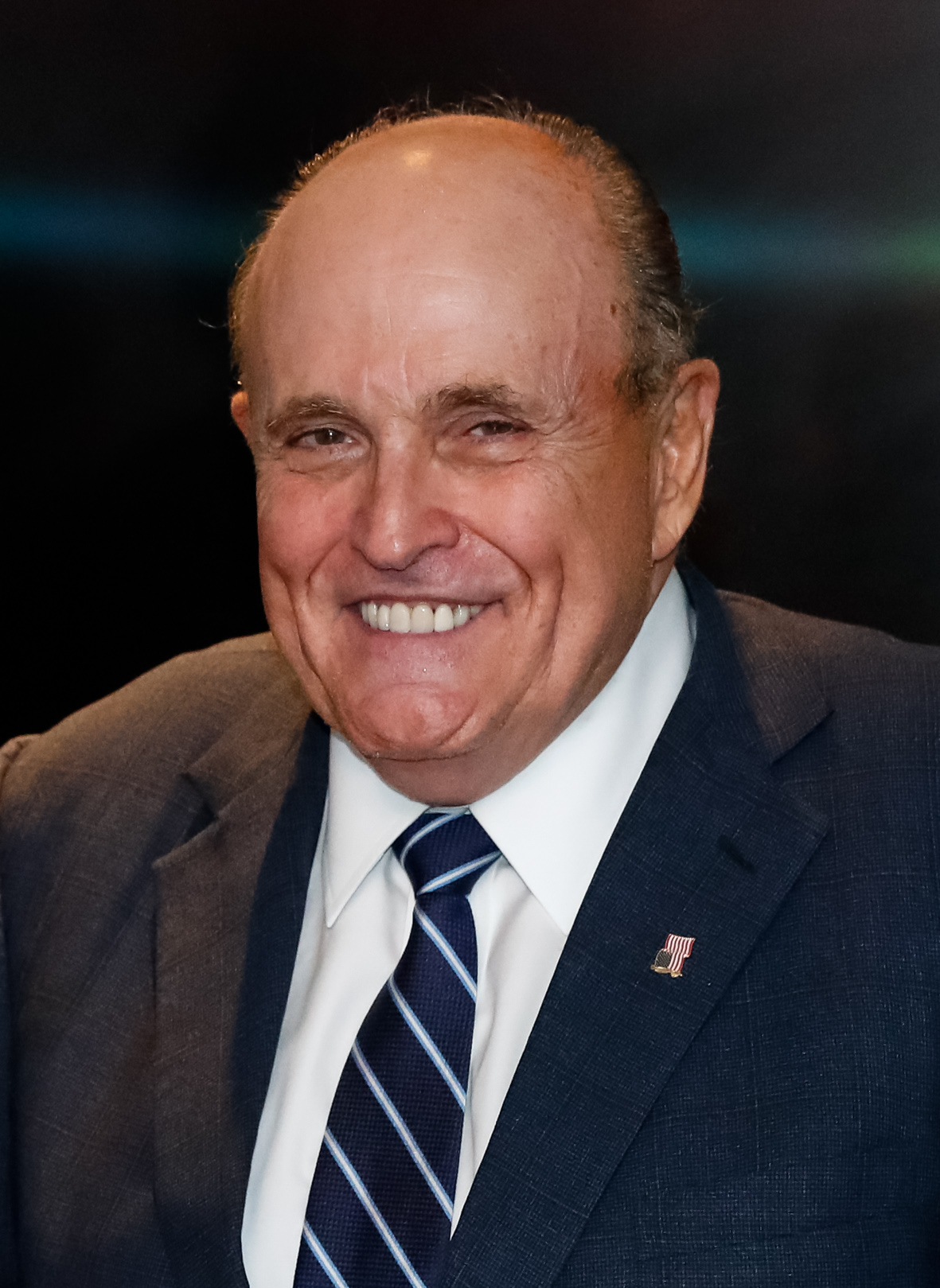
Rudy Giuliani (* 1944)

- Giuliani, Valter (* 1960), italienischer Astronom
- Giuliani, Veronica (1660–1727), katholische Heilige
- Giuliani-Guglielmi, Emilia (1813–1850), italienische Gitarristin und Komponistin, Tochter von Mauro Giuliani
- Giuliano (* 1990), brasilianischer Fußballspieler
- Giuliano da Maiano (1432–1490), italienischer Bildhauer, Architekt und Kunstschreiner
- Giuliano da Rimini, italienischer Maler des Mittelalters
- Giuliano da Sangallo († 1516), italienischer Architekt und Bildhauer
- Giuliano, Diego (* 1965), argentinischer Hochschullehrer und Verkehrsminister
- Giuliano, Giorgio Boris (1930–1979), italienischer Mafiaermittler
- Giuliano, Giuseppe (* 1951), italienischer Geistlicher, Bischof von Lucera-Troia
- Giuliano, Jeff (* 1979), US-amerikanischer Eishockeyspieler und -trainer
- Giuliano, Salvatore (1922–1950), sizilianischer Bandit und Volksheld
- Giulietti, Mirko (* 1964), Schweizer Diplomat
- Giulietti, Paolo (* 1964), italienischer Geistlicher, römisch-katholischer Erzbischof von Lucca
- Giulini, Carlo Maria (1914–2005), italienischer Dirigent
- Giulini, Domenico (* 1959), deutscher theoretischer Physiker
- Giulini, Georg (1858–1954), deutscher Chemiker und Unternehmer
- Giulini, Giorgio (1714–1780), italienischer Historiker und Schriftsteller
- Giulini, Udo (1918–1995), deutscher Jurist, Unternehmer und Politiker (CDU), MdB
- Giulio da Milano (1504–1581), Augustinermönch, katholischer Theologe und Reformator von Vicosoprano, Poschiavo und Tirano
- Giuliodori, Claudio (* 1958), italienischer Geistlicher, römisch-katholischer Bischof und Generalkaplan der Katholischen Universität vom Heiligen Herzen
- Giuly, Ludovic (* 1976), französischer FußballspielerLudovic Giuly (* 1976)

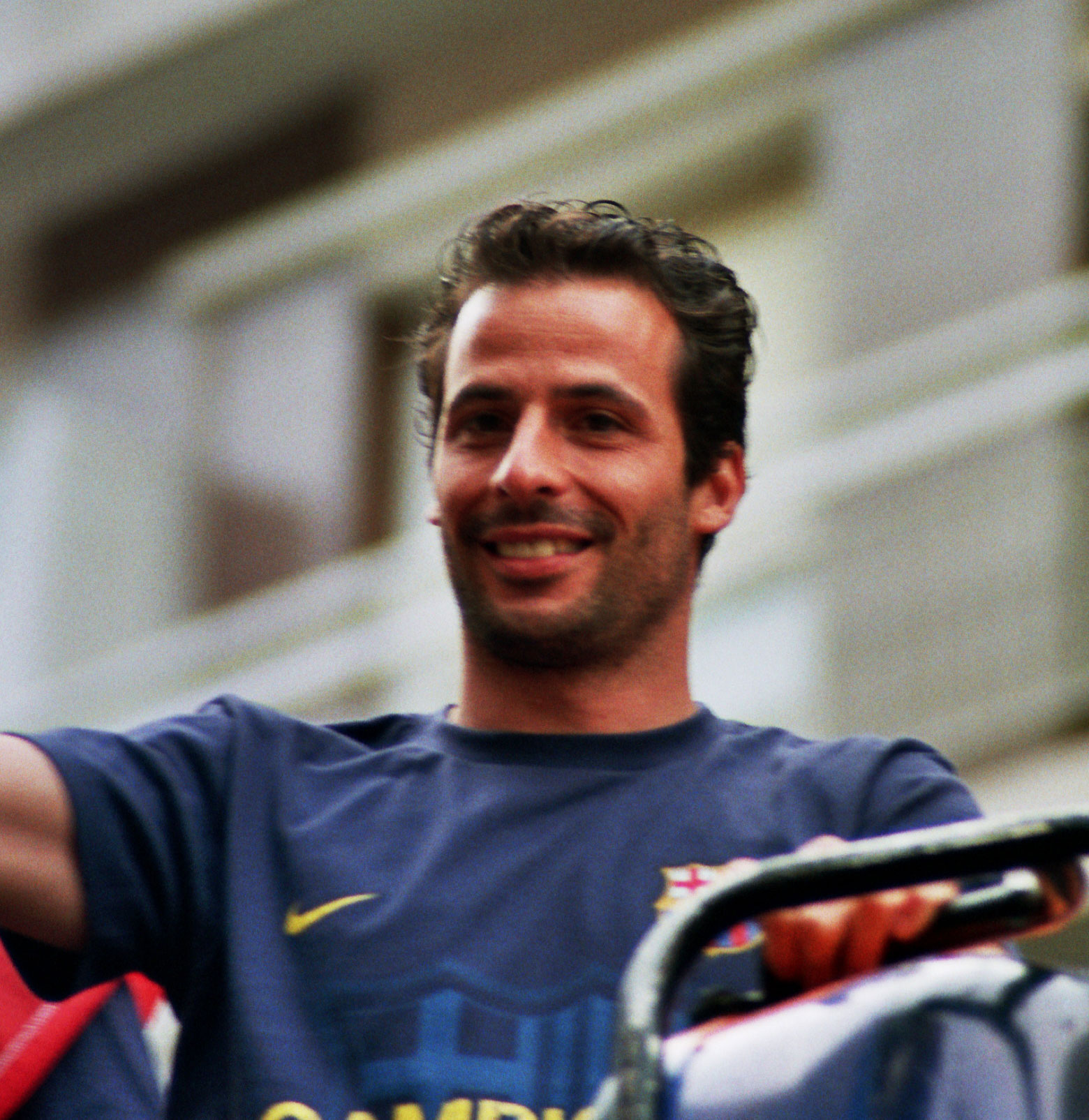
Ludovic Giuly (* 1976)

### Giun
- Giungi, Alessandra (* 1966), italienische Judoka
- Giunta Pisano, italienischer Maler des Mittelalters
- Giunta, Ana María (1943–2015), argentinische Filmschauspielerin
- Giunta, Francesco (1887–1971), italienischer faschistischer Politiker
- Giunta, Francesco (1924–1994), italienischer Mittelalterhistoriker
- Giunta, Joseph (1887–1929), US-amerikanischer Mobster des Chicago Outfit
- Giunta, Joseph (1911–2001), kanadischer Maler
- Giunta, Salvatore (* 1985), US-amerikanischer Soldat
- Giunta, Wallis (* 1985), kanadische Opernsängerin und Schauspielerin
- Giunti, Federico (* 1971), italienischer Fußballspieler
- Giunti, Ignazio (1941–1971), italienischer Automobilrennfahrer
- Giunti, Massimo (* 1974), italienischer Radrennfahrer
- Giuntini, Francesco (1523–1590), italienischer Theologe, Mathematiker und Astrologe
- Giuntini, Osvaldo (* 1936), brasilianischer Geistlicher und römisch-katholischer Bischof von Marília
- Giuntoli, David (* 1980), US-amerikanischer SchauspielerDavid Giuntoli (* 1980)

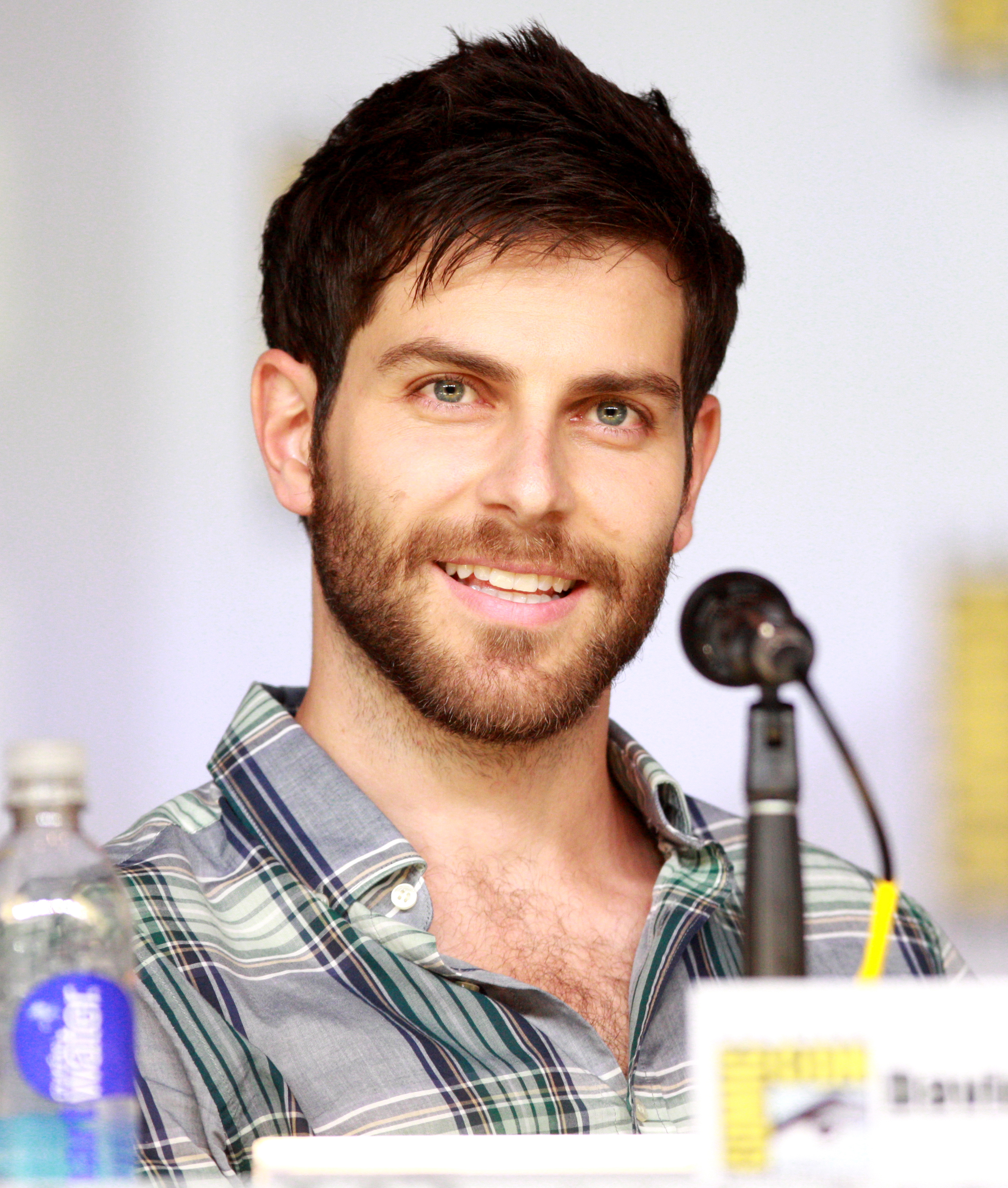
David Giuntoli (* 1980)

- Giuntoli, Neil (* 1959), US-amerikanischer Filmschauspieler

### Giup
- Giuppone, Giosuè (1878–1910), italienischer Bahnradsportler, Motorrad- sowie Automobilrennfahrer und Weltrekordler
- Giupponi, Flavio (* 1964), italienischer Radrennfahrer
- Giupponi, Matteo (* 1988), italienischer Geher

### Giur
- Giura, Luigi (1795–1864), italienischer Ingenieur und Architekt
- Giuranna, Jason (* 1996), gehörloser deutscher Künstler und Moderator
- Giurato, Blasco (1941–2022), italienischer Kameramann
- Giurato, Giuseppe, italienischer Fechter
- Giurcă, Elena (1946–2013), rumänische Ruderin
- Giurdanella, Angelo (* 1956), italienischer römisch-katholischer Geistlicher und Bischof von Mazara del Vallo
- Giurescu, Constantin C. (1901–1977), rumänischer Historiker und Hochschullehrer
- Giurgea, Corneliu E. (1923–1995), rumänischer Psychologe und Chemiker, Entdecker des Piracetam
- Giurgiu Patachi, Ioan (1682–1727), Bischof von Făgăraș
- Giurgiu, Gabriel (* 1982), rumänischer Fußballspieler
- Giurgiuca, Dorin (1944–2013), rumänischer Tischtennisspieler
- Giuriati, Giovanni (1876–1970), italienischer faschistischer Politiker, Mitglied der Camera dei deputati
- Giuriato, Davide (* 1972), Schweizer Literaturwissenschaftler
- Giurico, Antonio (1778–1842), Priester, Bischof von Dubrovnik
- Giuriolo, Antonio (1912–1944), italienischer Lehrer und Widerstandskämpfer
- Giuruki, Anna (* 1983), griechische Handballspielerin

### Gius
- Gius, Evelyn, deutsche Germanistin und Hochschullehrerin (Digitale Philologie)
- Gius, Nicole (* 1980), italienische Skirennläuferin
- Giuseppe Gonzaga (1690–1746), Herzog von Guastalla
- Giuseppe, Marcus di (* 1972), brasilianischer Fußballspieler
- Giuseppetti, Dario (* 1985), deutscher Motorradrennfahrer
- Giussani, Luigi (1922–2005), katholischer Priester
- Giustetti, Massimo (1926–2012), italienischer Geistlicher, römisch-katholischer Bischof von Biella
- Giusti, Carlos Eduardo Bendini (* 1993), brasilianischer Fußballspieler
- Giusti, Enrico (1940–2024), italienischer Mathematiker
- Giusti, Giambattista (1758–1829), italienischer Ingenieur und Übersetzer
- Giusti, Giovanni Battista, italienischer Cembalobauer
- Giusti, Giuseppe (1809–1850), italienischer Lustspieldichter
- Giusti, Ricardo (* 1956), argentinischer Fußballspieler
- Giusti, Simone (* 1955), italienischer Geistlicher, Bischof von Livorno
- Giusti, Tommaso († 1729), italienisch-venezianischer Architekt, Bühnenmaler und Theateringenieur, der insbesondere in Deutschland wirkte
- Giustini, Carlo (1923–2005), italienischer Schauspieler
- Giustini, Filippo (1852–1920), italienischer Geistlicher, Kardinal der römisch-katholischen Kirche
- Giustini, Lodovico (1685–1743), italienischer Komponist und Organist
- Giustinian, Bernardo (1408–1489), venezianischer Diplomat, Politiker und Historiker
- Giustinian, Caterina († 1360), Dogaressa von Venedig (ab 1356)
- Giustinian, Giobatta (1816–1888), Bürgermeister von Venedig
- Giustinian, Marcantonio (1619–1688), Doge von Venedig (1684–1688)Marcantonio Giustinian (1619–1688)

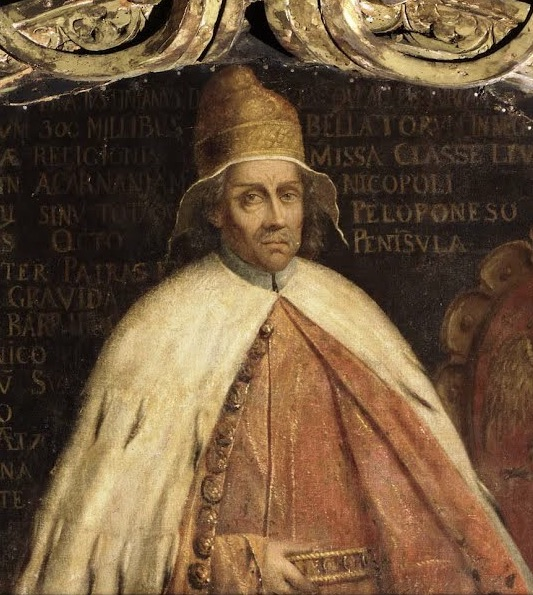
Marcantonio Giustinian (1619–1688)

- Giustinian, Piero († 1576), venezianischer Senator und Geschichtsschreiber
- Giustiniani, Alessandro (1778–1843), italienischer Kardinal der Römischen Kirche
- Giustiniani, Aloisio, römisch-katholischer Geistlicher
- Giustiniani, Angelo (1520–1596), genuesischer römisch-katholischer Geistlicher und Bischof von Genf
- Giustiniani, Benedetto (1554–1621), italienischer Kardinal der Römischen Kirche
- Giustiniani, Fabiano (* 1578), italienischer Bischof
- Giustiniani, Giacomo (1769–1843), italienischer Geistlicher, Kurienkardinal
- Giustiniani, Giulio (1543–1616), Bischof von Ajaccio
- Giustiniani, Lorenzo (1383–1456), italienischer katholischer Bischof und Heiliger
- Giustiniani, Orazio (1580–1649), Kardinal der römisch-katholischen Kirche
- Giustiniani, Raimondo (1899–1976), italienischer Diplomat
- Giustiniani, Rubén (* 1955), argentinischer Politiker
- Giustiniani, Vincenzo (1516–1582), Generalmagister des Dominikanerordens und Kardinal der Römischen Kirche
- Giustiniani, Vincenzo der Jüngere (1564–1637), römischer Kunstsammler
- Giustiniani, Vito Rocco (1916–1998), italienischer Romanist
- Giustino, Lorenzo (* 1991), italienischer Tennisspieler
- Giustolisi, Alberto (1928–1990), italienischer Schachspieler
- Giustolisi, Luca (1970–2023), italienischer Wasserballspieler

### Giut
- Giuttari, Michele (* 1950), italienischer Schriftsteller